# Skupina javorů klenů v Jindřichovickém zámeckém parku
Skupina javorů klenů v Jindřichovickém zámeckém parku je skupina památných stromů u zámku v Jindřichovicích u Maloniic. Pět javorů klenů (Acer pseudoplatanus L.) roste v nadmořské výšce 563 m, koruny dosahují výšky 32, 32, 32, 29, 27 m, obvody kmenů 335, 372, 402, 242, 260 cm (měřeno 2012). Skupina stromů je chráněna od 20. ledna 2006 jako krajinná dominanta.

## Památné stromy v okolí
- Buk v Jindřichovickém zámeckém parku
- Dub u Malonic
- Javor stříbrný v Jindřichovickém zámeckém parku
- Jindřichovická lípa v zámeckém parku
- Lípa na návsi v Malonicích
- Lípa velkolistá v Jindřichovickém zámeckém parku
- Malonická lípa

## Galerie

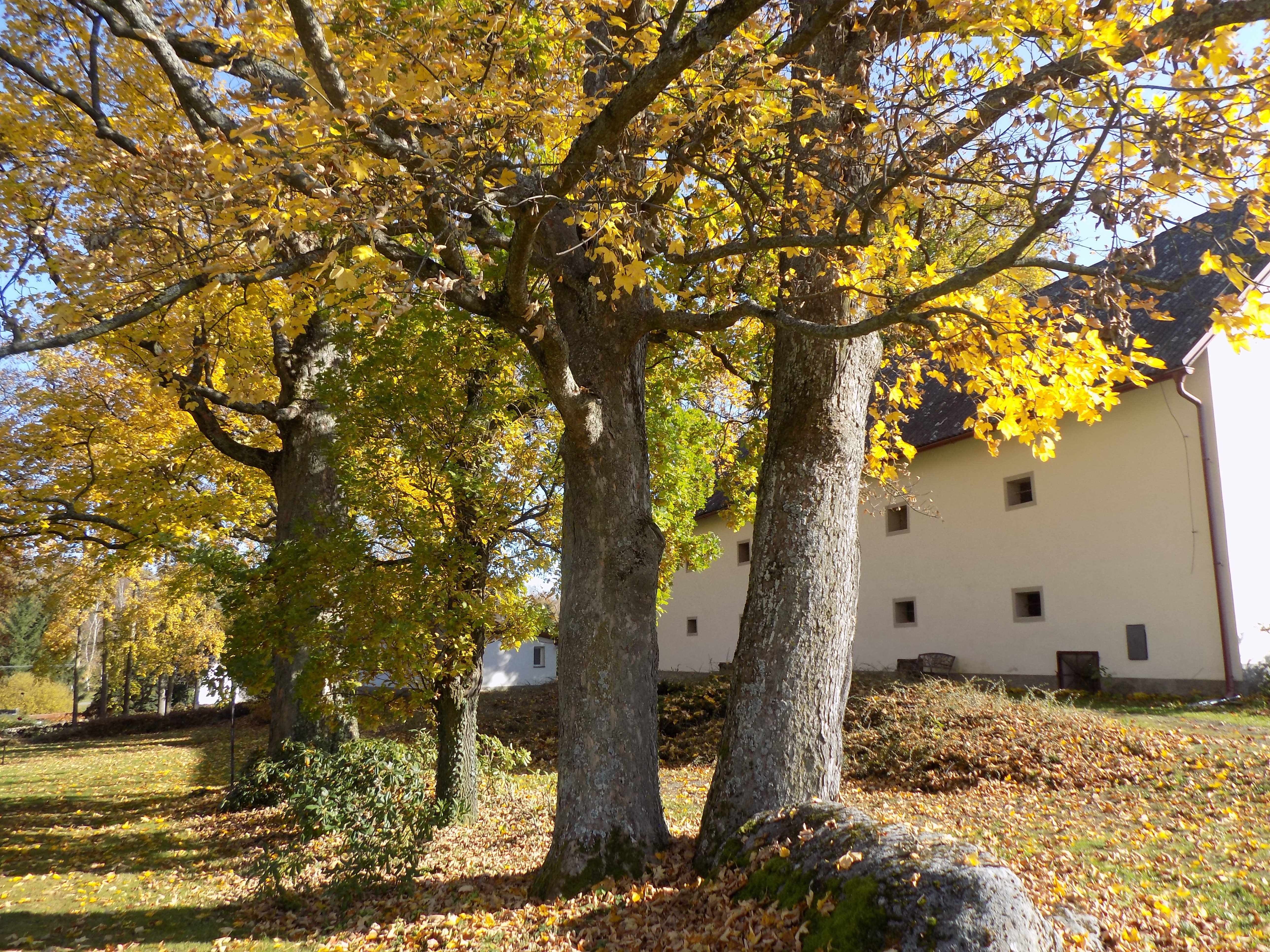
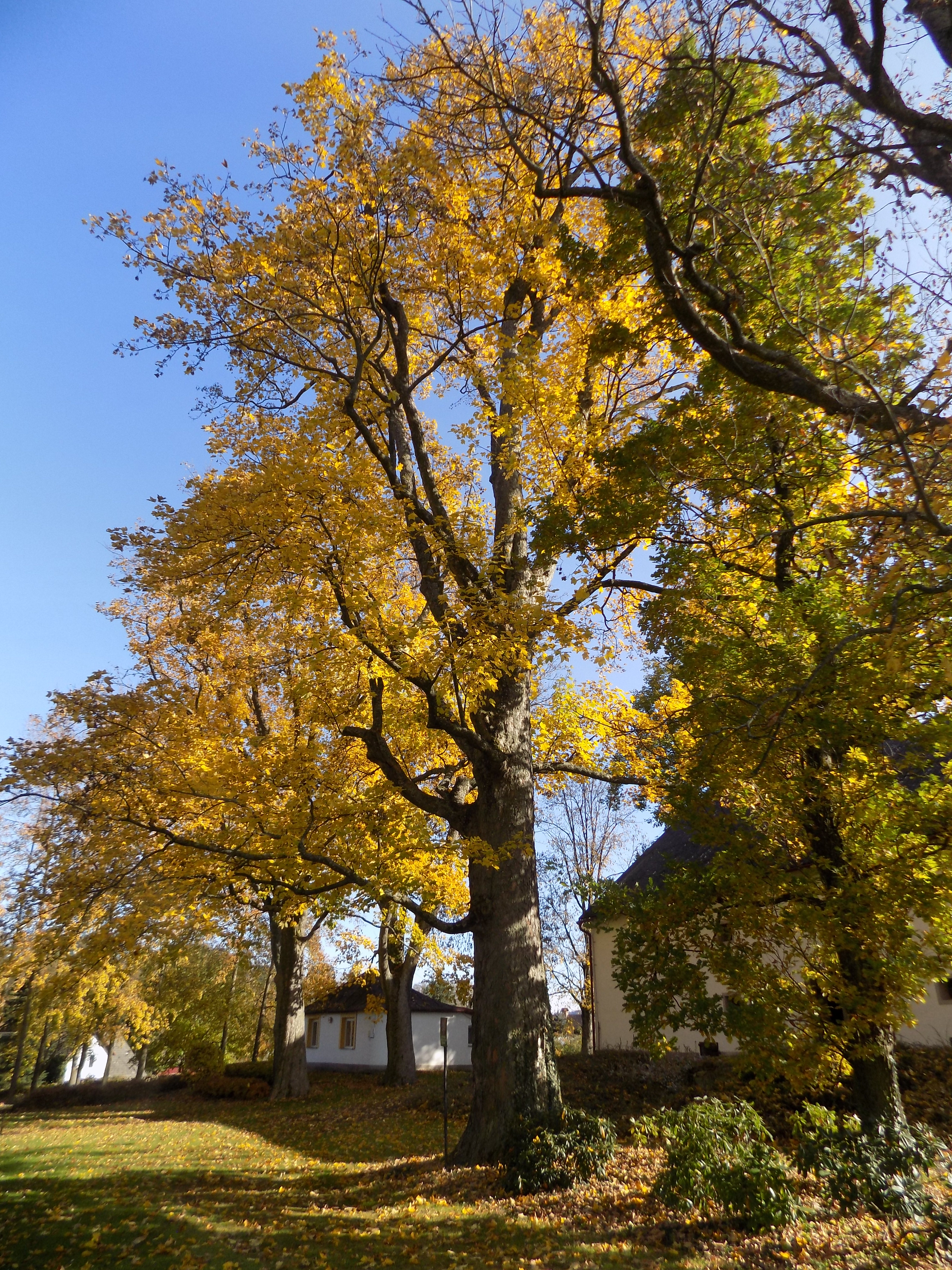